# Гринкевич, Франц Андреевич
Фра́нц Андре́евич Гринке́вич (1905, Гомель — 11 октября 1943, село Харьково Запорожской области) — участник Великой Отечественной войны, командир 32-й гвардейской отдельной танковой бригады.

## Биография
Гринкевич Франц Андреевич родился в Гомеле 20 апреля 1905 года. Поляк. В 1920 году окончил школу 1-й ступени. Имел гражданскую специальность — слесарь. 15 сентября 1924 года вступил в ряды Красной армии. В 1926 году вступил в ряды ВКП(б). Находясь в армии, дослужившись до командира отделения, Франц Андреевич подал рапорт о направлении на учёбу. В 1927 году окончил Ленинградскую пехотную школу. После окончания учёбы стал командовать сначала взводом, потом ротой и батальоном в 133-м стрелковом полку 45-й стрелковой дивизии. В 1932 году прошёл обучение на курсах усовершенствования командного состава в городе Москва. С 29 сентября 1932 года — начальник штаба 1-го батальона 133-й механизированной бригады 45-го механизированного корпуса Киевского военного округа. С 16.11.1932 по 31.01.1934 — временный командир этого батальона. С 1 февраля 1934 по 6 марта 1934 года являлся временным командиром 3-го батальона вышеуказанной бригады, затем, с 07.03.1934 по 21.04.1937, был начальником штаба данного батальона. В 1938 году с отличием окончил Академию имени Фрунзе. 30 июня 1938 года был уволен в запас. 15 января 1940 года восстановлен в кадрах РККА, 17 марта назначен преподавателем тактики 1-го Харьковского бронетанкового училища имени И. В. Сталина. Позднее работал начальником учебного отдела Котласского военного училища. К началу войны был направлен в Ворошиловград. С июня по октябрь 1942 года был начальником штаба 169-й танковой бригады. В тяжёлые дни боёв под Сталинградом принял командование 13-й танковой бригадой. После боёв под Сталинградом бригада участвовала в боях в Миллерово, форсировала Дон, принимала участие в сокрушении Миус-фронта, затем освобождала населённые пункты Донбасса. Неоднократно проявив отвагу и мужество бригада Гринкевича получила звание «Гвардейской», многие из экипажей боевых машин были награждены знаками отличия, а Франц Андреевич получил три ордена: Красной Звезды, Красного Знамени, Отечественной войны.
В одном из боёв полковник Гринкевич был смертельно ранен и умер 11 октября 1943 года в селе Харьково Запорожской области, похоронен в Сталино.
Был женат на Гринкевич Анне Исааковне, имел дочь Валентину. Проживали в Москве, по адресу: Большой Балканский переулок, дом. 20.

## Памятник

Первоначальный вид памятника Гринкевичу. Фотография начала 1960-х годов

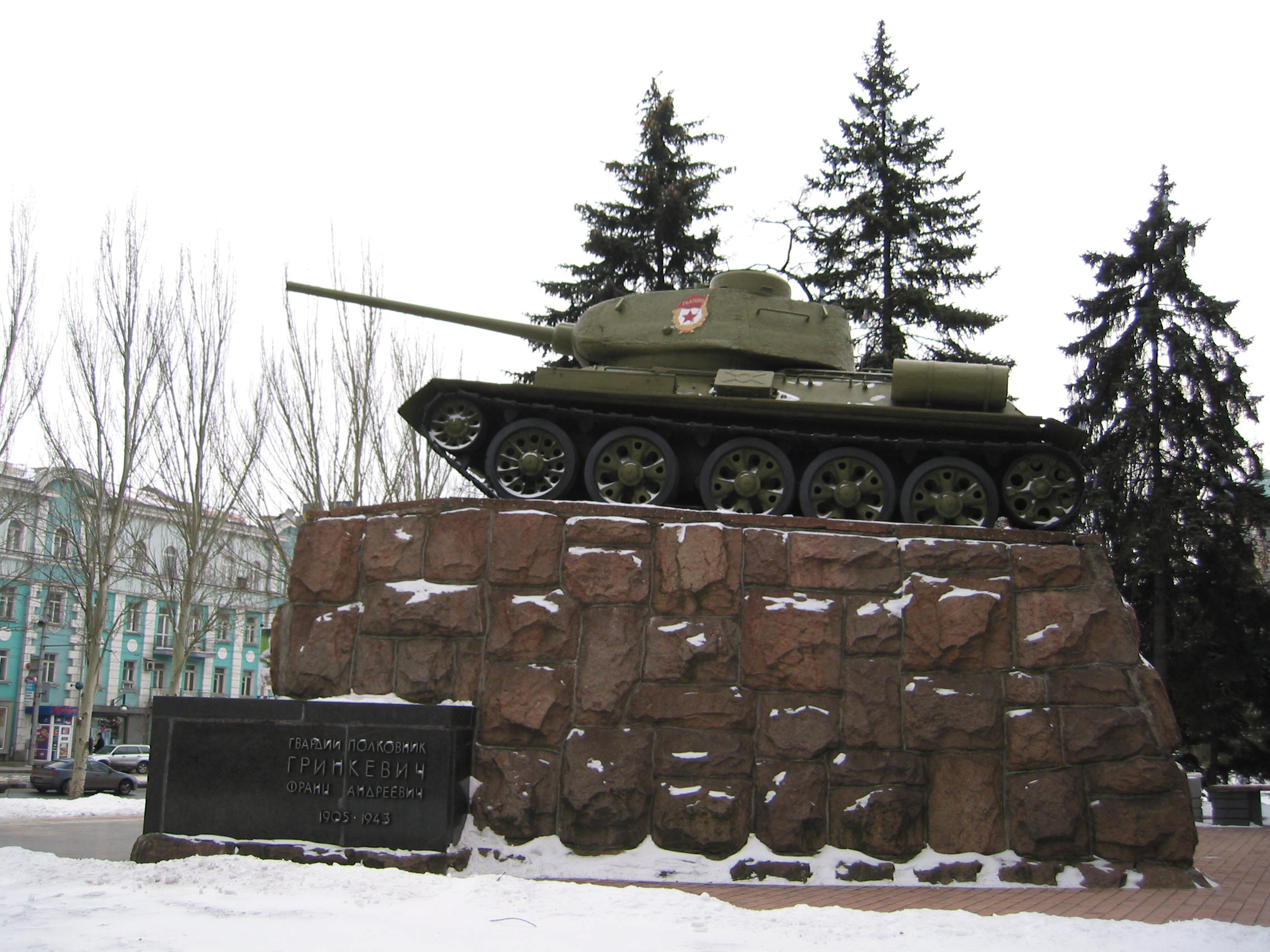
Вид памятника Гринкевичу в 2005 году

Памятник установлен на могиле Франца Андреевича Гринкевича и находится в Ворошиловском районе Донецка, в сквере Театральной площади. Географические координаты: 48°00′19″ с. ш. 37°48′13″ в. д.. Памятник представляет собой танк, установленный на высоком постаменте.